# Rudolf Hess (rakousko-uherský generál)
Rudolf Hess (uváděn též jako Heß) (21. srpna 1858 Fogaras – 21. listopadu 1930 Vídeň) byl rakousko-uherský generál. Jako absolvent vojenské akademie sloužil v c. k. armádě od roku 1879, vystřídal působení u různých jednotek pěchoty, uplatnil se také jako štábní důstojník. Za první světové války zastával funkci velitele v Temešváru (1914–1918) a v roce 1916 dosáhl hodnosti generála pěchoty. Po zániku monarchie byl v roce 1919 penzionován a dožil v soukromí ve Vídni. 

## Životopis
Narodil se v Sedmihradsku, byl synem majitele realit Herberta Hesse. První vojenskou průpravu získal na jezdecké akademii v Hranicích a poté studoval na Tereziánské vojenské akademii ve Vídeňském Novém Městě (1876–1879). Do armády vstoupil v roce 1879 jako poručík k 2. pěšímu pluku v Brašově. Později si doplnil vzdělání na Válečné škole (K.u.k. Kriegschule) ve Vídni (1884–1886) a jako nadporučík byl zařazen do sboru důstojníků generálního štábu. Souběžně působil jako štábní důstojník u různých jednotek pěchoty v Budapešti, jako kapitán (1890) poté sloužil u vojenského velitelství v Zadaru a následně u 46. pěšího pluku ve Vídni. V roce 1896 byl povýšen na majora a stal se šéfem štábu 6. pěší divize ve Štýrském Hradci. V hodnosti podplukovníka (1899) byl jmenován velitelem praporu u 63. pluku v Bistrici v Sedmihradsku. V roce 1902 byl povýšen na plukovníka a převzal velení 41. pěšího pluku v Černovicích, již o rok později byl přeložen jako velitel 76. pěšího pluku do Ostřihomi.
V prosinci 1908 byl jmenován velitelem 12. pěší brigády v Klagenfurtu a k datu 1. května 1909 byl povýšen na generálmajora, ještě téhož roku byl přeložen jako velitel 32. pěší brigády do Sibiu. Od roku 1911 byl zástupcem velitele 12. armádního sboru v Sibiu a k datu 1. listopadu 1912 byl povýšen do hodnosti polního podmaršála. V dubnu 1914 ze zdravotních důvodů odešel na dlouhodobou dovolenou, ale po vypuknutí první světové války byl v září 1914 povolán znovu do aktivní služby. Po celou dobu první světové války byl velitelem v Temešváru a v roce 1916 obdržel titulární hodnost generála pěchoty. Po zániku monarchie byl k datu 1. ledna 1919 penzionován a poté žil v soukromí ve Vídni. Zde také zemřel a je pohřben na hřbitově ve vídeňské čtvrti Döbling.

## Řády a vyznamenání
Během vojenské služby získal řadu ocenění v Rakousku-Uhersku, za první světové války byl vyznamenán také německým Železným křížem a získal ocenění i od německého Červeného kříže.
- Jubilejní pamětní medaile (1898)
- Řád železné koruny III. třídy (1907)
- Vojenský jubilejní kříž (1908)
- rytířský kříž Leopoldova řádu s válečnou dekorací (1915)
- Vyznamenání za zásluhy o Červený kříž s válečnou dekorací (1915)
- Vojenská záslužná medaile (1916)
- Železný kříž II. třídy (Německo, 1916)
- komtur Řádu Františka Josefa (1918)